# Laza Kostić
Lazar – Laza Kostić (srpski: Лаза Костић) (Kovilj, 31. siječnja 1841. – Beč, 26. studenog 1910.) je bio srpski pjesnik.
Rođen je 1841. godine u Kovilju (Bačka), u vojničkoj obitelji. U rodnom mjestu je pohađao osnovnu školu, a gimnaziju u Novom Sadu, Pančevu i Budimu, a prava i doktorat prava na peštanskom sveučilištu. Službu je počeo kao gimnazijski učitelj u Novom Sadu. Potom postaje odvjetnik, veliki bilježnik i predsjednik suda. Sve je to trajalo oko osam godina, a potom se, sve do smrti, isključivo bavi književnošću, novinarstvom, politikom i javnim nacionalnim poslovima. Dva puta je bio u zatvoru u Pešti: prvi put zbog lažne dostave da je sudjelovao u umorstvu kneza Mihaila, a drugi put zbog borbenog i antiaustrijskog govora u Beogradu na svečanosti prilikom proglašenja punoljetstva kneza Milana. Kad je oslobođen, u znak priznanja, izabran je za poslanika Ugarskog sabora, gdje je, kao jedan od najboljih suradnika Svetozara Miletića, živio i smjelo radio za srpsku stvar. Potom živi u Beogradu i uređuje „Srpsku nezavisnost", ali pod pritiskom reakcionarne vlade morao je napustiti Srbiju. Na poziv kneza Nikole odlazi u Crnu Goru i tu ostaje oko pet godina kao urednik službenih crnogorskih novina i knežev politički suradnik. No i tu je dolazilo do sukoba, pa se vratio u Bačku. U Somboru je proveo ostatak života relativno mirno. Umro je 1910. godine u Beču.
Izabran je za člana Srpskog učenog društva 27. veljače, a za redovnog člana Srpske kraljevske akademije 26. siječnja 1909. godine. Odbor akademika Srpske akademije znanosti i umjetnosti ga je 1993. godine uvrstio na popis sto najznačajnijih Srba.